# Daniele Pellissier
Pietro Emilio Daniele Pellissier, född 9 februari 1904 i Valtournenche i Aostadalen, död 8 november 1972 i Genua, var en italiensk vinteridrottare som var aktiv inom längdskidåkning under 1920-talet. Han medverkade vid olympiska vinterspelen 1924 i längdskidåkning 18 kilometer, han kom på femtonde plats. Fyra år senare vid olympiska vinterspelen 1928 deltog han i laget som kom fyra i militärpatrull.